# Agnus Dei (médaillon de cire)
Pour les articles homonymes, voir Agnus Dei (homonymie).

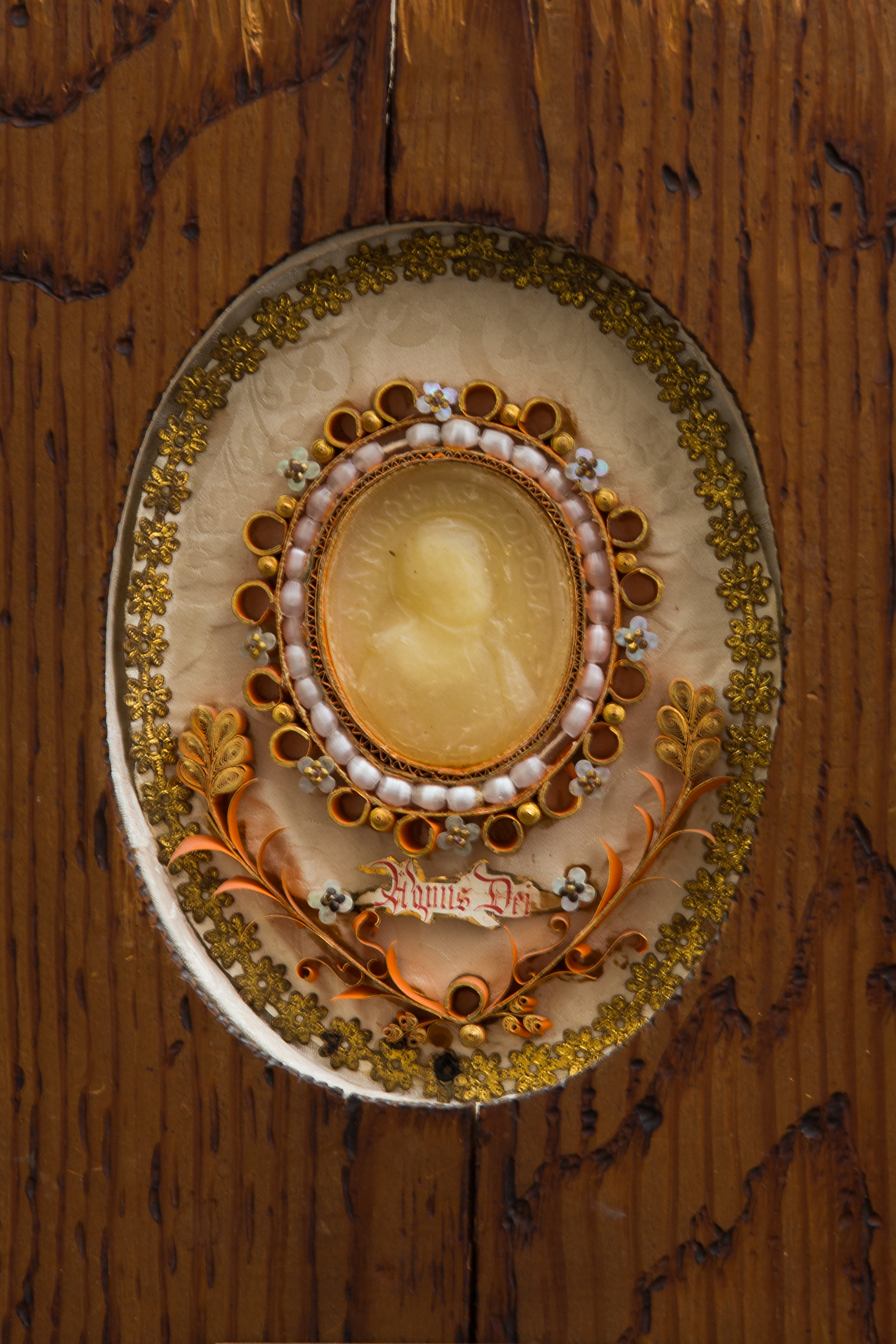
Agnus Dei à l’effigie de saint André Bobola, XIX.

Un Agnus Dei est un objet de dévotion se présentant sous la forme d'un médaillon de cire blanche de forme ovale, très rarement ronde, avec d'un côté l'Agneau pascal et de l'autre un sujet religieux varié, généralement la figure d'un saint. Il est solennellement béni par le pape.
De tradition très ancienne, les Agnus Dei ne sont plus fabriqués depuis le milieu des années 1960.

## Historique

### Origines
La tradition donne aux Agnus Dei des origines très anciennes, et certains auteurs font remonter leur institution à Pierre et Paul. Toutefois, aucun document n'en fait mention avant le IXe siècle.
Au Moyen Âge, la confection s'effectue au Latran par le cardinal protodiacre. Par bulle du 21 mars 1470, Paul II réserve, pour éviter les trafics, le droit de faire confectionner, bénir et consacrer ces objets au seul pape.
Tout à la fin du XVIe siècle, Clément VIII confie l'exclusivité de la fabrication des Agnus Dei aux cisterciens feuillants de Sainte-Pudentienne. Paul V, l'un de ses successeurs, confirme ce privilège qui passe, lors de leur extinction, aux cisterciens de l'abbaye Sainte-Croix-de-Jérusalem de Rome.

### Bénédiction
Le cérémonial est fixé au XVIe siècle. Le pape bénit solennellement les Agnus Dei dans la salle du Consistoire le mercredi de Pâques (le Samedi saint auparavant) de la première année de son pontificat puis tous les sept ans ou à l'occasion d'une année jubilaire.
Le pape les plonge dans un très gros vase rempli d'eau mélangée de baume et de Saint chrême. Après les avoir bénis, il les retire ensuite à l'aide d'une grande passoire.
Le dernier pape à avoir béni des Agnus Dei est Paul VI en 1964. La logique aurait voulu qu'il y ait une nouvelle bénédiction en 1971, sept ans après, ce qui ne fut pas le cas. Depuis, aucun des successeurs de Paul VI n'en a fait confectionner de nouveaux.
Si cette tradition est actuellement « en sommeil », elle n'a pas été officiellement abolie par Rome. Des Agnus Dei pourraient donc être confectionnés à l'avenir si le pape le souhaitait.

### Distribution
Les Agnus Dei étaient distribués dans l'octave de Pâques aux membres de la cour papale (l'usage étant de les déposer, pour les cardinaux et les évêques, dans leurs mitres renversées). Ils étaient aussi donnés aux catéchumènes romains lors de leur baptême. Enfin, ils étaient donnés à certains fidèles et à des religieux.
Les Agnus Dei étaient généralement intégrés dans des reliquaires, des custodes métalliques ou dans des cadres faits de paperolles, d'où la confusion régulière entre ceux-ci et des reliques de saints.
Les Agnus Dei sont considérés comme des sacramentaux.

## Description

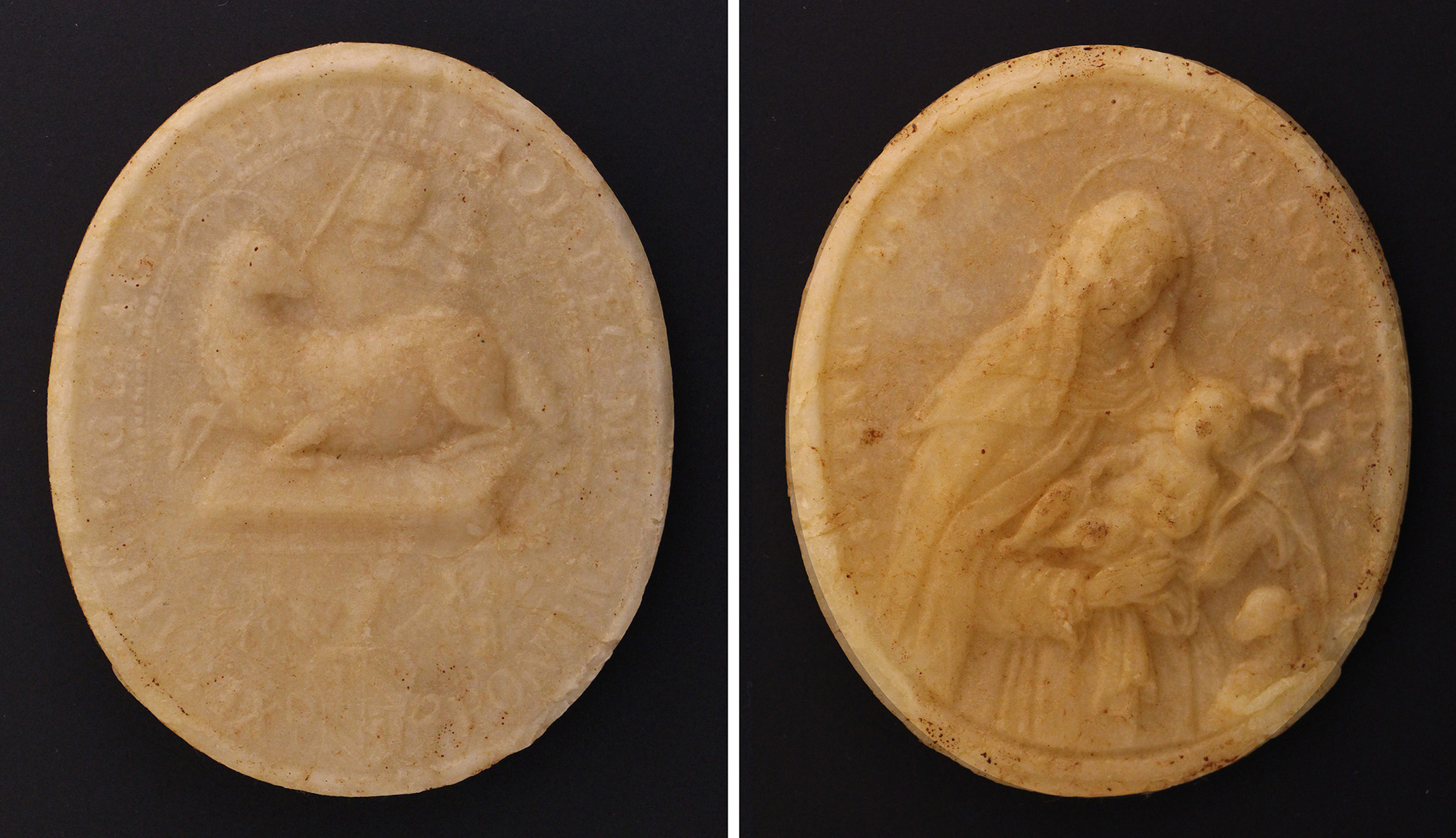
Agnus Dei béni par Pie IX en 1858. Au revers, sainte Agnès de Montepulciano.

### Avers
L'avers présente invariablement un Agnus Dei, reposant sur un livre et tenant l'étendard de la Résurrection, autour duquel figure l'inscription (plus ou moins abrégée, en fonction de la place disponible) des paroles de Jean : Ecce Agnus Dei, ecce qui tollit peccata mundi (« Voici l'agneau de Dieu qui enlève le pêché du monde »). Sous l'agneau figurent, séparés par un trait, le nom du pape régnant, parfois ses armoiries, et l'année de son règne.

### Revers
Le revers présente une plus grande diversité. S'y trouve l’image de la sainte Vierge, d’un fondateur d’ordre, d’un martyr ou d’un saint quelconque, souvent récemment canonisé au moment de la fabrication des Agnus. Le saint est représenté en pied ou en buste. Une inscription latine en exergue permet l'identification.

### Composition
Les Agnus Dei sont composés de cire blanche provenant des restes de cierge pascal (ceux des basiliques majeures) mêlée à du Saint chrême. Y était également ajoutée la cire des cierges offerts au pape pour la Chandeleur. Les Agnus Dei n'étant pas fabriqués tous les ans, les cisterciens stockaient les anciens cierges chaque année en prévision.
Les Agnus Dei sont réalisés à l'aide de moules métalliques.

### Dimensions
Les plus grands mesurent environ 20 cm de haut, contre 3 pour les plus petits. Les très grands Agnus Dei étaient principalement donnés aux personnes importantes de la cour papale, ainsi qu'aux congrégations religieuses.

### Symbolique
Les Agnus Dei sont riches en symbole :
- la cire blanche évoque la pureté et la virginité, emblème de la nature humaine du Christ ;
- le chrême évoque la charité ;
- le baume rappelle la bonne odeur que doit répandre le chrétien ;
- l’agneau symbolise l’innocence ;
- la croix de l'étendard symbolise le salut.

## Les «pâtes de martyrs»
Il s'agit d'Agnus composé de cire mélangée à de la poussière des catacombes et pressée dans les mêmes moules que les Agnus Dei bénis par le pape. Déjà sanctifiés par la poussière des martyrs, ces Agnus ne sont pas plongés dans l'eau.